# Le Pavillon-Sainte-Julie
Le Pavillon-Sainte-Julie és un municipi francès situat al departament de l'Aube i a la regió del Gran Est. L'any 2007 tenia 318 habitants.

## Demografia

### Població
El 2007 la població de fet de Le Pavillon-Sainte-Julie era de 318 persones. Hi havia 114 famílies de les quals 20 eren unipersonals (16 homes vivint sols i 4 dones vivint soles), 29 parelles sense fills, 49 parelles amb fills i 16 famílies monoparentals amb fills.
La població ha evolucionat segons el següent gràfic:
Habitants censats

### Habitatges
El 2007 hi havia 126 habitatges, 117 eren l'habitatge principal de la família, 2 eren segones residències i 7 estaven desocupats. 125 eren cases i 1 era un apartament. Dels 117 habitatges principals, 97 estaven ocupats pels seus propietaris, 17 estaven llogats i ocupats pels llogaters i 2 estaven cedits a títol gratuït; 3 tenien dues cambres, 13 en tenien tres, 36 en tenien quatre i 64 en tenien cinc o més. 83 habitatges disposaven pel capbaix d'una plaça de pàrquing. A 38 habitatges hi havia un automòbil i a 73 n'hi havia dos o més.

### Piràmide de població
La piràmide de població per edats i sexe el 2009 era:
| Homes | Edats   | Dones |
| ----- | ------- | ----- |
| 0     | 95 o +  | 0     |
| 0     | 90 a 94 | 4     |
| 4     | 85 a 89 | 0     |
| 4     | 80 a 84 | 0     |
| 0     | 75 a 79 | 4     |
| 4     | 70 a 74 | 0     |
| 0     | 65 a 69 | 8     |
| 8     | 60 a 64 | 4     |
| 4     | 55 a 59 | 4     |
| 8     | 50 a 54 | 12    |
| 0     | 45 a 49 | 8     |
| 4     | 40 a 44 | 0     |
| 12    | 35 a 39 | 12    |
| 24    | 30 a 34 | 8     |
| 0     | 25 a 29 | 12    |
| 0     | 20 a 24 | 4     |
| 4     | 15 a 19 | 4     |
| 16    | 10 a 14 | 8     |
| 20    | 5 a 9   | 8     |
| 16    | 0 a 4   | 20    |

## Economia
El 2007 la població en edat de treballar era de 211 persones, 158 eren actives i 53 eren inactives. De les 158 persones actives 141 estaven ocupades (72 homes i 69 dones) i 17 estaven aturades (11 homes i 6 dones). De les 53 persones inactives 20 estaven jubilades, 18 estaven estudiant i 15 estaven classificades com a «altres inactius».

### Ingressos
El 2009 a Le Pavillon-Sainte-Julie hi havia 116 unitats fiscals que integraven 316 persones, la mediana anual d'ingressos fiscals per persona era de 19.653 €.

### Activitats econòmiques
Dels 7 establiments que hi havia el 2007, 3 eren d'empreses de construcció, 1 d'una empresa de comerç i reparació d'automòbils i 3 d'empreses de serveis.
Dels 3 establiments de servei als particulars que hi havia el 2009, 1 era un paleta, 1 lampisteria i 1 electricista.
L'any 2000 a Le Pavillon-Sainte-Julie hi havia 18 explotacions agrícoles que ocupaven un total de 1.020 hectàrees.

## Equipaments sanitaris i escolars
El 2009 hi havia una escola elemental integrada dins d'un grup escolar amb les comunes properes formant una escola dispersa.

## Poblacions més properes
El següent diagrama mostra les poblacions més properes.